# Южен Виетнам
Република Виетнам или Южен Виетнам е държава, възникнала през 1954 г. след френското поражение при Диен Биен Фу. Столица ѝ е град Сайгон (днес Хо Ши Мин). Антикомунистическото правителство на Нго Дин Дием се отклонява от договореностите от конференцията за Индокитай и не позволява провеждането на общовиетнамски избори през 1956 г.
Южен Виетнам възниква поради антикомунистическата политика на правителството на Нго Дием, чиято корупционна и авторитарна политика води до спадане на популярността му. Съединените щати се възползват от антикомунизма на правителството в Сайгон.
В последвалата война освен САЩ, Северен и Южен Виетнам участват и Нова Зеландия, Австралия и Южна Корея. Социалистическите страни също участват индиректно във войната, изпращайки големи доставки за северновиетнамците.
След 1968 г. САЩ все повече и повече се стремят да „виетнамизират“ войната. Стремежът е да се прехвърли по-голямата тежест на военните операции на южновиетнамската армия. Тази политика има своя завършек през 1973 г., когато последният американски войник напуска Виетнам. Две години по-късно Южен Виетнам престава да съществува.